# Suardons
Els suardons (en llatí Suardones) eren una tribu del grup germànic dels sueus, que vivia prop del riu Elba, a la riba dreta, al sud dels saxons i al nord dels longobards. Tàcit a Germània, els menciona juntament amb els reudignes, els eudosis, els varins i els nuitons.
El seu nom derivava de la paraula sward o sword ('espasa'). Claudi Ptolemeu esmenta a la mateixa zona els farodins (farodini), que podrien ser el mateix poble.